# Toxic (Yade Lauren)
Toxic is een lied van de Nederlandse zangeres Yade Lauren. Het werd in 2022 als single uitgebracht.

## Achtergrond
Toxic is geschreven door Jade Lauren Clevers en Sander Stuij en geproduceerd door p.APE. Het is een nummer met effecten uit de  genres nederhop en de moderne r&b. Het is een lied waarin de zangeres zingt over een man die haar vriend was en die zich misdroeg in de relatie. De zangeres noemt vervolgens dat hij dat niet bij haar had moeten doen. De tekst van het lied is grotendeels in het Nederlands, maar er zitten ook Engelse regels in het lied. Daarnaast is een opname van een voicemail van een vriendin van Yade Lauren in het lied te horen, waarin ze vertelt dat Lauren blij mag zijn dat ze niet meer met de man is. Het lied werd bij radiozender NPO FunX uitgeroepen tot de DiXte. 
Het lied werd in 2022 uitgebracht als onderdeel van de single Toxic survival pack, waarop ook het lied Wild things stond. Dat lied was een samenwerking met Latifah en SRNO en gaat eveneens over een verbroken relatie.

## Hitnoteringen
De zangeres had bescheiden succes met het lied in Nederland. Het piekte op de 29e plaats van de Single Top 100 en stond vijf weken in deze hitlijst. De Top 40 werd niet bereikt; het lied bleef steken op de 23e plaats van de Tipparade.